# 右近橘

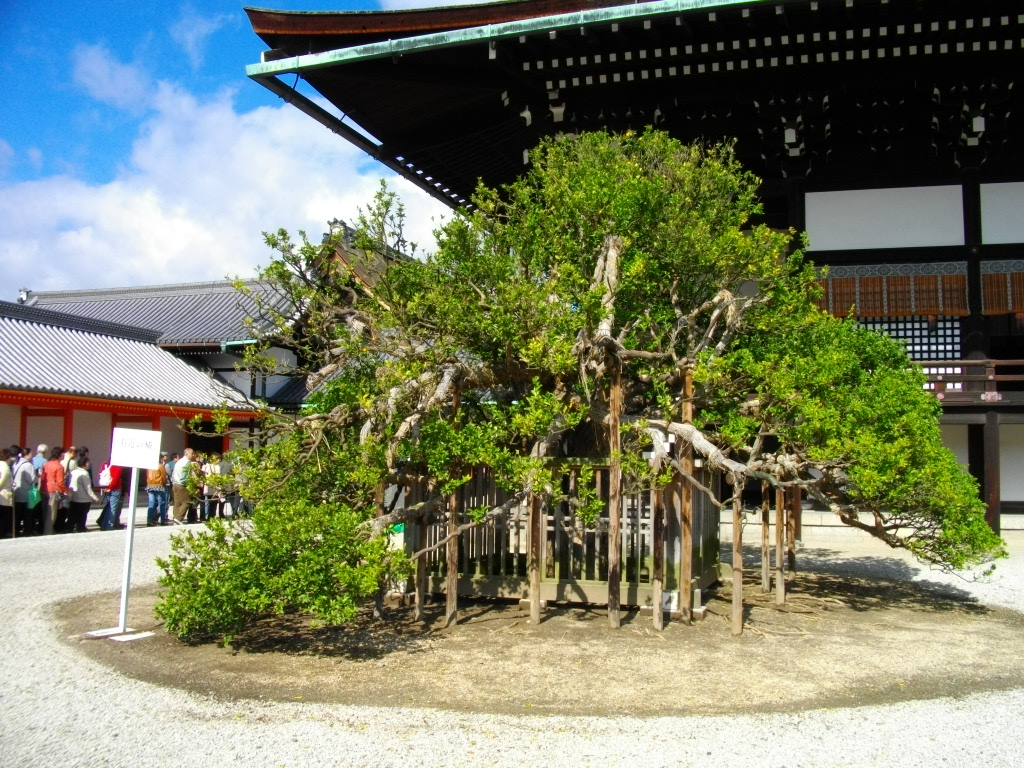
紫宸殿（京都御所）左に位置する右近の橘

右近橘（うこんのたちばな）は、京都御所の内裏にある紫宸殿正面の階段から見て右にある橘の樹で、左近桜に相対する。左近桜と同じく平安時代の平安京の頃から何度も植え替えられてきている。
『天暦御記』によれば、もとは秦河勝の宅にあったのを、内裏建造の際に紫宸殿があたかも宅の故地に相当するから、旧によってこれを植えたもので、天徳年間（957年-961年）まであったという。
『日本紀略』によれば、天徳3年（959年）12月7日あらたに橘樹1本、高さ1丈2尺を植え替え、これは東三条殿の樹で、勅命によった。のちに、皇居の炎上その他でしばしば植え替えが行なわれたが、里内裏の際にもまたこれを植え替える例となった。橘を植えるのは、秦河勝宅地の縁だけではなくて、橘が古くから「トキジクノカクノコノミ」といわれ、その葉が寒暖の別なく常に生い茂り栄えるから、長寿瑞祥の樹として珍重されたからでもあるともいう。

## 備考

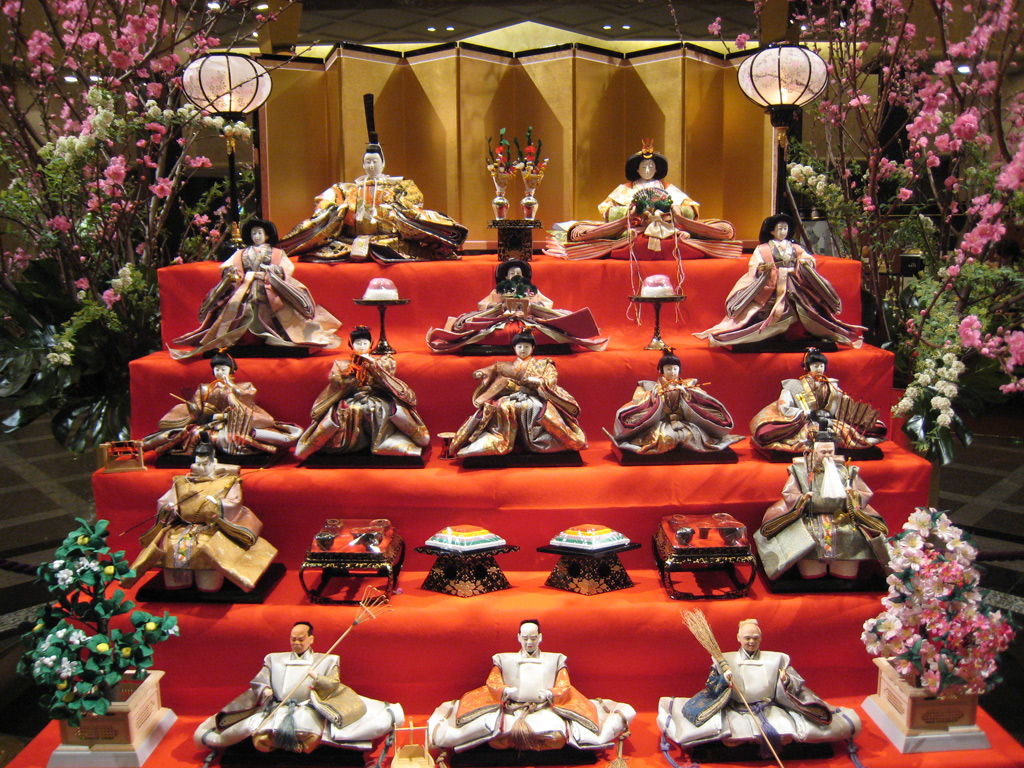
雛飾り

平安神宮内にある大極殿を模して建立された外拝殿にも右近橘が存在する。また、雛祭りでひな壇に並べられることもある。